# Joseph Candolfi
Joseph Candolfi (n. 15 iulie 1922, Reconvilier – d. 7 august 2011, Bellach) a fost un teolog romano-catolic, episcop vicar în Basel.